# اصلان‌بیگ گارداشف
اصلان‌بیگ گارداشف (ترکی آذربایجانی: Aslan bəy Qardaşov) دولت‌مرد و یکی از رهبران حزب سیاسی «احرار» بود. وی عضو «شورای قفقاز جنوبی»، «شورای ملی» و مجلس ملی جمهوری دمکراتیک آذربایجان بوده‌است. وی که به عنوان نمایندهٔ حزب «احرار» حضور فعالی در جلسات مجلس ملی داشت، عمدتاً منتقد سرستخت سیاست گذاری‌های دولت در زمینه اقتصاد بود.

## زندگی‌نامه
اصلان گارداشف فرزند علی‌آقا در ۱۸۶۶ در روستای «چئوکک» شهر زاقاتالا زاده شد. دوره ابتدایی و دبیرستان را در این شهر پشت سر گذاشته و بعد در دانشسرای عالی به ادامه تحصیل پرداخت. پس در دانشگاه استانبول تحصیل گرفت. بعد از آنکه دانش‌آموخته گردید، مدتی در زمینه‌های حقوق و آموزگاری اشتغال یافت.
۰
وی عضو کمیسیون مسائل زندانیان سیاسی که در ۲۵ دسامبر سال ۱۹۱۸ در مجلس تأسیس شده بود، گردید.
در دولت چهارم جمهوری دمکراتیک آذربایجان سکاندار وزارت کشاورزی بود. در ۱۵ آوریل سال ۱۹۲۰، اصلان‌بیگ گارداشف به نیابت از حزب «احرار» ضمن اعلام خروج حزبش از دولت ائتلافی از تمامی اعضای این حزب را به استعفا از پست‌های دولتی اشان فراخواند.
در ۲۷ آوریل سال ۱۹۲۰، در مذاکرات کمیسیون که برای رایزنی در خصوص واگذاری دولت در اختیار بلشویک‌ها شرکت نمود. وی در این مذاکرات بر خلاف بسیاری از دولت‌مردان از تحویل دولت به بلشویک‌ها حمایت کرد.
اگرچه روایاتی حکایت از آن دارد، که اصلان‌بیگ در ۲۱ ژوئیه سال ۱۹۲۰ به گلوله بسته شد، ولی صحت این اخبار تأیید نشده‌است. از سرنوشت بعدی وی اطلاعاتی دقیق در دسترس نیست.